# Ганзейська вежа
Ганзейська вежа (Ганза Тауер, Hanza Tower) – 26-поверховий хмарочос у центрі польського міста Щецина за адресою алея Визволення 50. Введений в експлуатацію у березні 2022 року.
Архітектурну концепцію будівлі розробила студія Laguarda Low зі США. Проєкт будівництва був підготовлений щецинською компанією Urbicon.

## Опис
Будівля має висоту 104 метри (за іншими джерелами 100 метрів до даху, 125 метрів архітектурної висоти), 54 тис. м² корисної площі, в тому числі: житлова площа приблизно 21 тис. м², а площа комерційних та сервісних приміщень близько 18 тис. м².

## Історія
У будинку планували 27 надземних поверхів та 3 підземні. У нижній (і ширшій) частині будівлі мали розташовуватися комерційні, офісні та службові приміщення. У верхній частині будівлі планувалися 480 житлових приміщень (квартир), площею від 24 до 220 м². Підземна частина розрахована на майже 400 паркувальних місць для автомобілів.
Будівництво розпочалося у 2011 році та після численних перерв та змін до проєкту мало бути завершено до кінця 2020 року, але термін було продовжено до кінця березня 2021 року. Приміщення планували передати в експлуатацію наприкінці травня 2021 року. Вартість інвестицій становить 150–200 млн злотих.

## Галерея

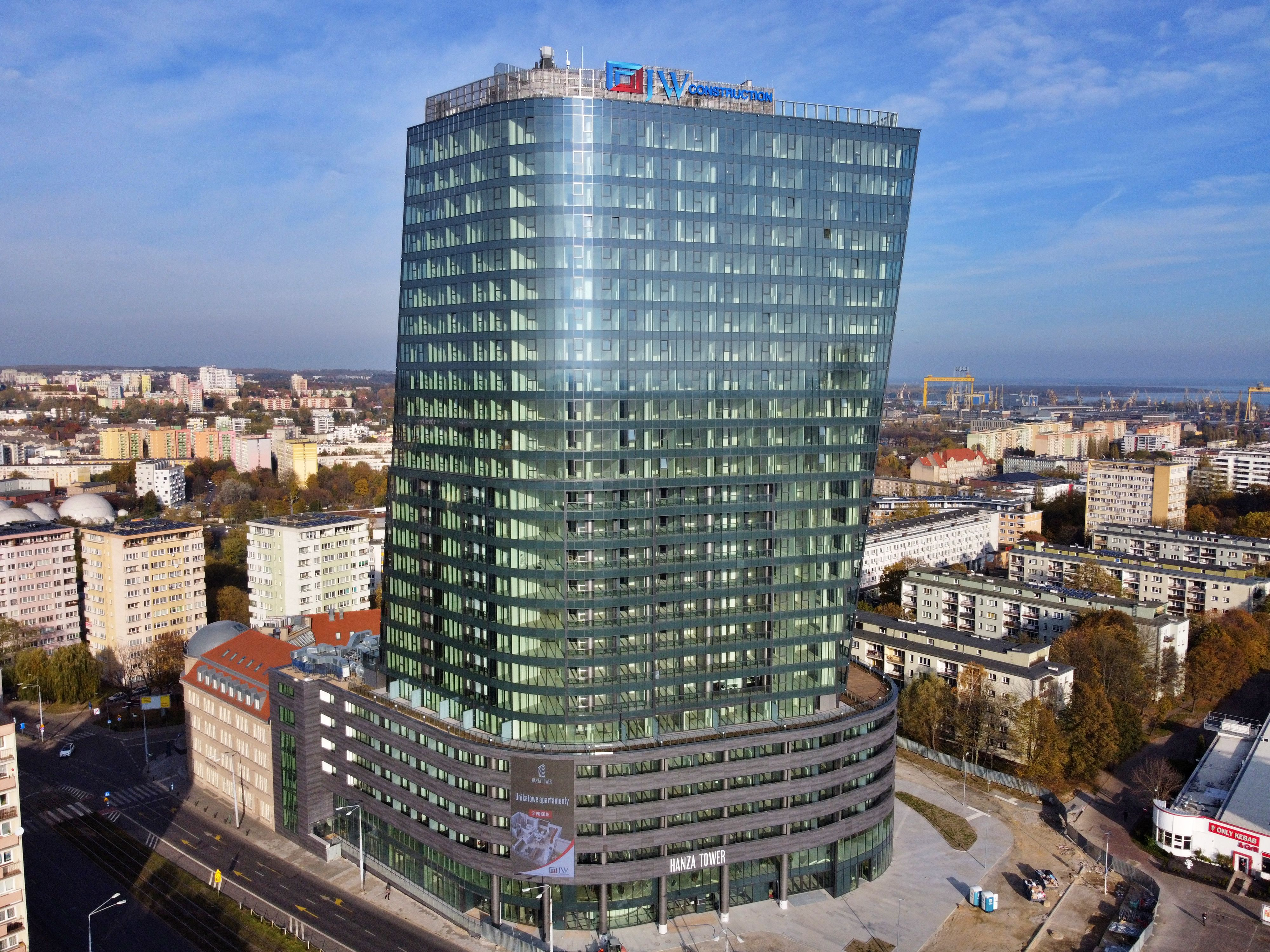
Вид з висоти пташиного польоту (жовтень 2021 р.)
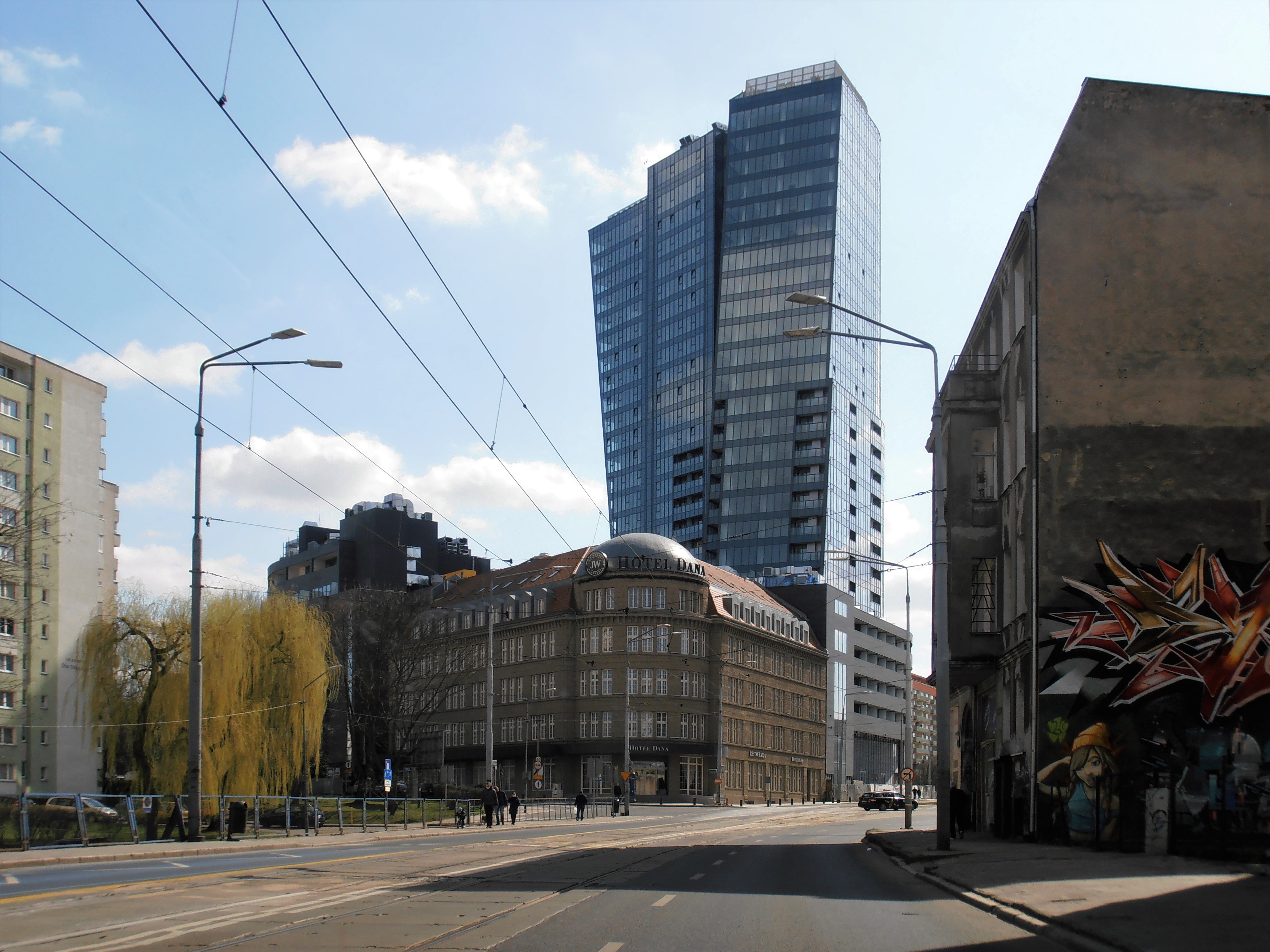
Вид з перетину алеї Визволення та вулиці Жертв Освенцима (2021)
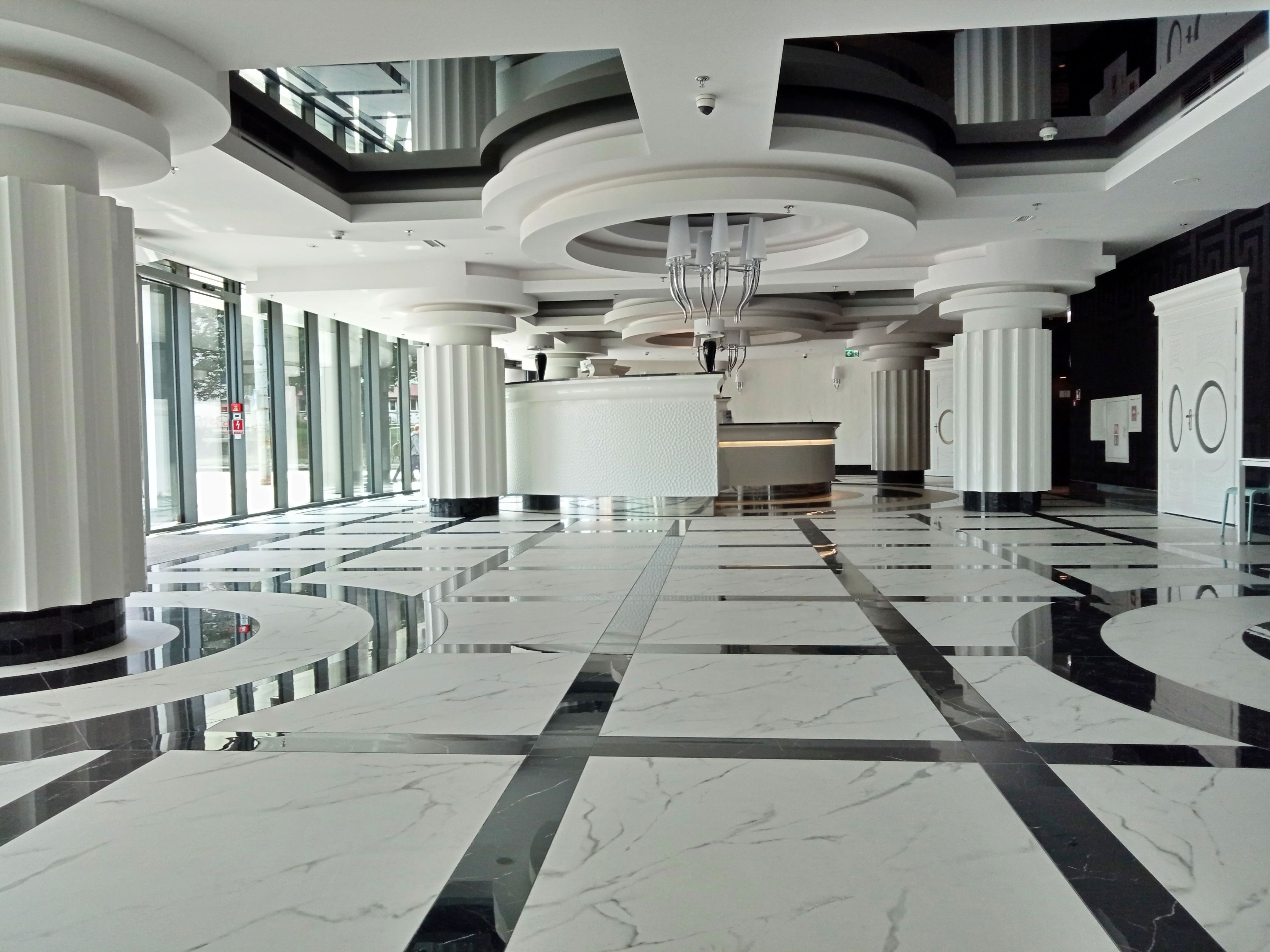
Головна зала Ганзейської вежі
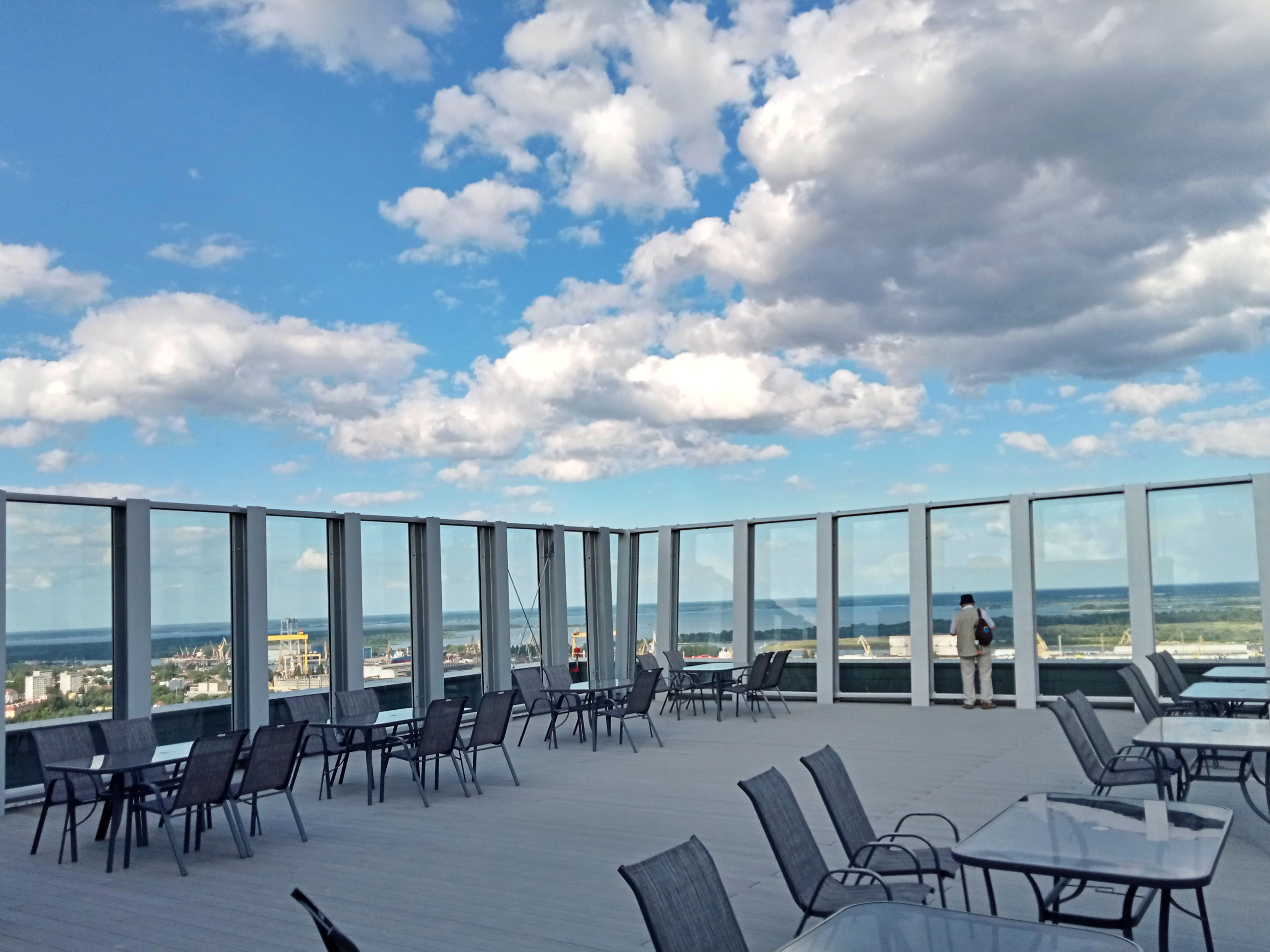
Оглядовий майданчик на вершині Ганзейської вежі
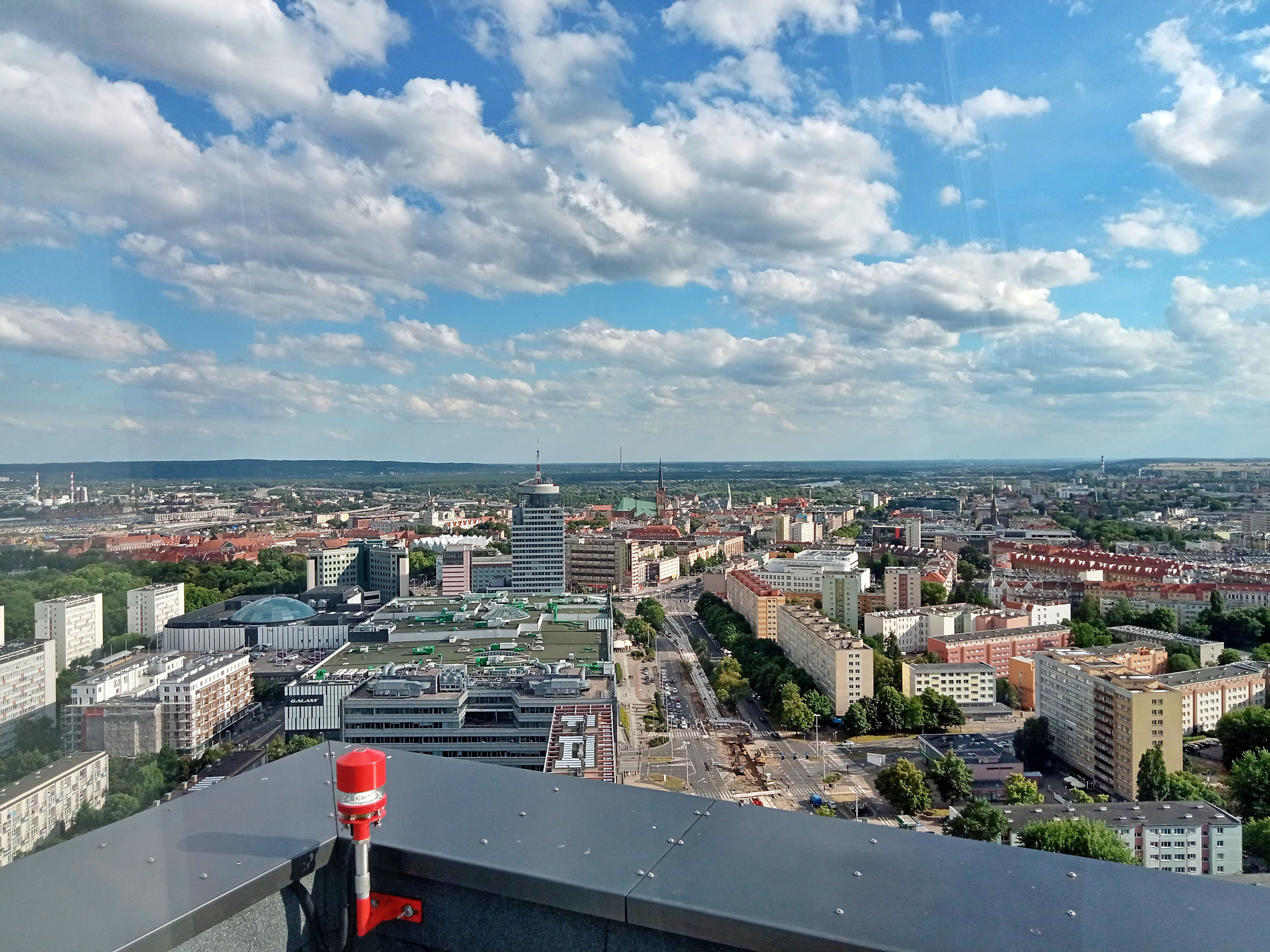
Вид з оглядового майданчика